# 傑瓦斯岩
傑瓦斯岩（英語：Gervaize Rocks）是南極洲的岩石，位於特里尼蒂半島，處於杜科爾普斯角東北面6公里，根據英國研究隊繪入地圖，現時由南極條約體系管理。